# Ху (мифология)
Ху (егип. Hw — изречение) — древнеегипетский бог, сила сказанного слова. Предстаёт в мифологии устами, губами и языком Ра, сотворившего других богов, людей и жизнь на земле. Также Ху назывался «ка Ра», частью сотворённой силы солнечного божества. С Сиа (пониманием) и Хека (магией) составлял триаду «помогающих творить волеизъявление» и ежедневное перерождение бога солнца.
В Книге дня 2 час дня отводится для Ху, кто прогоняет тьму. В книге Амдуат он находится впереди и направляет солнечную лодку в его ночном путешествии, а Сиа восседает сзади.